# Emzar Kvitsiani
Emzar Kvitsiani (em georgiano:  ემზარ კვიციანი, [ɛmzɑr kʼvitsʰiɑni]ⓘ; nascido em 25 de abril de 1961) é um ex-comandante militar e senhor da guerra georgiano ativo no Vale de Kodori (Abecásia), que controlou de facto através de sua milícia de 1992 até ser deposto pelas forças do governo georgiano em 2006. 
Foi o representante plenipotenciário do governo da Geórgia no Vale do Kodori durante a administração de Eduard Shevardnadze. Com a ascensão ao poder de Mikheil Saakashvili, Kvitsiani rejeitou subordinar-se ao governo central. No verão de 2006, sob o pretexto de desarmar seus partidários, o governo enviou o exército e a polícia para restaurar a ordem constitucional georgiana. Ele fugiu para a Rússia. Em fevereiro de 2014, retornou à Geórgia e foi preso em sua chegada no Aeroporto Internacional de Tbilisi.